# Jasenov (Sobrance)
Jasenov (1927–1948 slowakisch Jesenov; ungarisch Jeszenő) ist eine Gemeinde im äußersten Osten der Slowakei mit 270 Einwohnern (Stand 31. Dezember 2024), die zum Okres Sobrance, einem Kreis des Košický kraj, gehört.

## Geographie
Die Gemeinde befindet sich im Hügelland Podvihorlatská pahorkatina im Ostslowakischen Hügelland im nordöstlichen Teil des Ostslowakischen Tieflands, am kleinen Fluss Okna im Einzugsgebiet des Uh über den Nebenfluss Čierna voda. Das Ortszentrum liegt auf einer Höhe von 181 m n.m. und ist sechseinhalb Kilometer von Sobrance entfernt.
Nachbargemeinden sind Vyšná Rybnica im Norden und Osten, Hlivištia im Osten, Baškovce im Südosten, Ruskovce im Süden, Úbrež im Südwesten und Westen und Vyšné Remety im Nordwesten.

## Geschichte
Jasenov wurde zum ersten Mal 1279 als Jesenev schriftlich erwähnt, weitere historische Bezeichnungen sind unter anderen Jezenew (1337), Jezeneu (1371), Jezenew an.n. Remethe (1419) und Jesenow (1808). Das Dorf taucht 1279 und 1336 bei der Abgrenzung der Herrschaft Großmichel auf, 1348 ließen sich die Walachen im Dorf nieder. Im frühen 15. Jahrhundert wurde Jasenov zum Sitz einer Herrschaft, die große Teile des heutigen Okres Sobrance sowie angrenzende Gebiete im Okres Michalovce umfasste. Bis 1848 besaß die Familie Sztáray die Ortsgüter, auf sie folgte die Familie Szatmáry.
1427 wurden 12 Porta verzeichnet. 1715 gab es eine Mühle und acht Untertanen-Haushalte, 1828 zählte man 63 Häuser und 433 Einwohner. Von 1850 bis 1800 gab es mehrere Auswanderungswellen.
Bis 1918/1919 gehörte der im Komitat Ung liegende Ort zum Königreich Ungarn und kam danach zur Tschechoslowakei beziehungsweise heute Slowakei. In der Zeit der ersten tschechoslowakischen Republik waren die Einwohner als Holzfäller und Landwirte beschäftigt. Als Folge des Slowakisch-Ungarischen Kriegs war der Ort von 1939 bis 1944 noch einmal Teil Ungarns. Nach dem Zweiten Weltkrieg wurde 1949 (aufgelöst im Jahr 1953) und erneut 1957 die örtliche Einheitliche landwirtschaftliche Genossenschaft (Abk. JRD) gegründet, ein Teil der Einwohner pendelte zur Arbeit in Industriebetriebe in Sobrance und Košice (dort insb. in den Ostslowakischen Stahlwerken).
Am 20. Mai 2003 wurde der Ort bei einem Erdbeben beschädigt, betroffen waren 90 Prozent der Häuser sowie die Kirche. Zu Schäden kam es auch in umliegenden Gemeinden. Todesopfer gab es keine.

## Bevölkerung
| Jahr                | 1994 | 2004    | 2014    | 2024     |
| ------------------- | ---- | ------- | ------- | -------- |
| Anzahl der Personen | 293  | 319     | 308     | 270      |
| Unterschied         |      | +8,87 % | −3,44 % | −12,33 % |

| Jahr                | 2023 | 2024    |
| ------------------- | ---- | ------- |
| Anzahl der Personen | 275  | 270     |
| Unterschied         |      | −1,81 % |

Nach der Volkszählung 2011 wohnten in Jasenov 317 Einwohner, davon 308 Slowaken, drei Tschechen und ein Ukrainer. Ein Einwohner gab eine andere Ethnie an; vier Einwohner machten keine Angabe zur Ethnie.
165 Einwohner bekannten sich zur griechisch-katholischen Kirche, 102 Einwohner zur römisch-katholischen Kirche, sechs Einwohner zur orthodoxen Kirche, vier Einwohner zur Evangelischen Kirche A. B. und ein Einwohner zur evangelisch-methodistischen Kirche. Vier Einwohner bekannten sich zu einer anderen Konfession, sieben Einwohner waren konfessionslos und bei 28 Einwohnern wurde die Konfession nicht ermittelt.

## Bauwerke
- griechisch-katholische Kirche Hl. Prophet Elias im klassizistischen Stil aus dem Jahr 1820[7]

## Verkehr
Durch Jasenov führt die Cesta II. triedy 582 („Straße 2. Ordnung“) von Michalovce nach Sobrance.